# Pitié
Ne doit pas être confondu avec la piété.

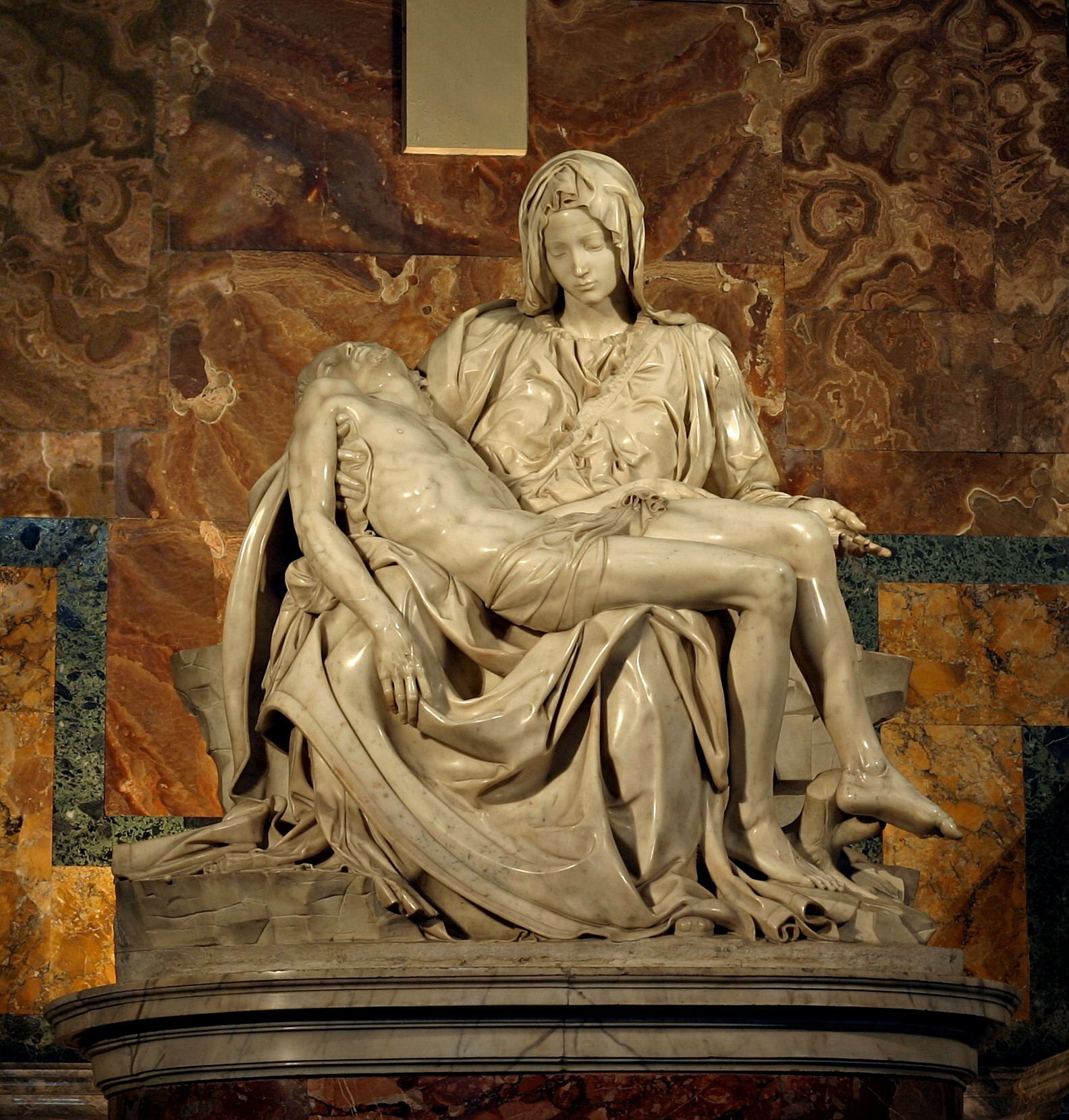
Pietà de Michel-Ange.

La pitié est un sentiment qui rend sensible aux souffrances, au malheur d'autrui. La pitié peut également se présenter sous la forme d'un mépris apitoyé, voire dédaigneux et hautain.

## Définition
Selon le dictionnaire Larousse, le terme pitié est défini comme un « sentiment qui porte à compatir aux souffrances ou à la faiblesse d'autrui, à le considérer avec commisération, à le traiter avec une indulgence particulière », mais aussi comme une indulgence, voire une simple tolérance à l'égard des autres pour leurs actes.
Le site du CNTRL présente plusieurs définitions et aspect de la pitié, dont:
1. un « sentiment d'affliction » ressenti en raison des maux et des souffrances d'autrui;
2. une notion religieuse, synonyme de « miséricorde »;
3. un état ou une condition qui suscite la pitié (dans le sens de l'expression : « quelle pitié ! »);
4. une grâce totale ou partielle accordée à une personne reconnue coupable (dans le sens de l'expression : « accorder sa pitié »);
5. un mépris apitoyé (dans le sens de l'expression : « faire pitié »).

## Étymologie
Ce mot est issu du latin pietas (piété : dévotion, attachement respectueux et fervent à Dieu et à la religion).

## Aspect philosophique

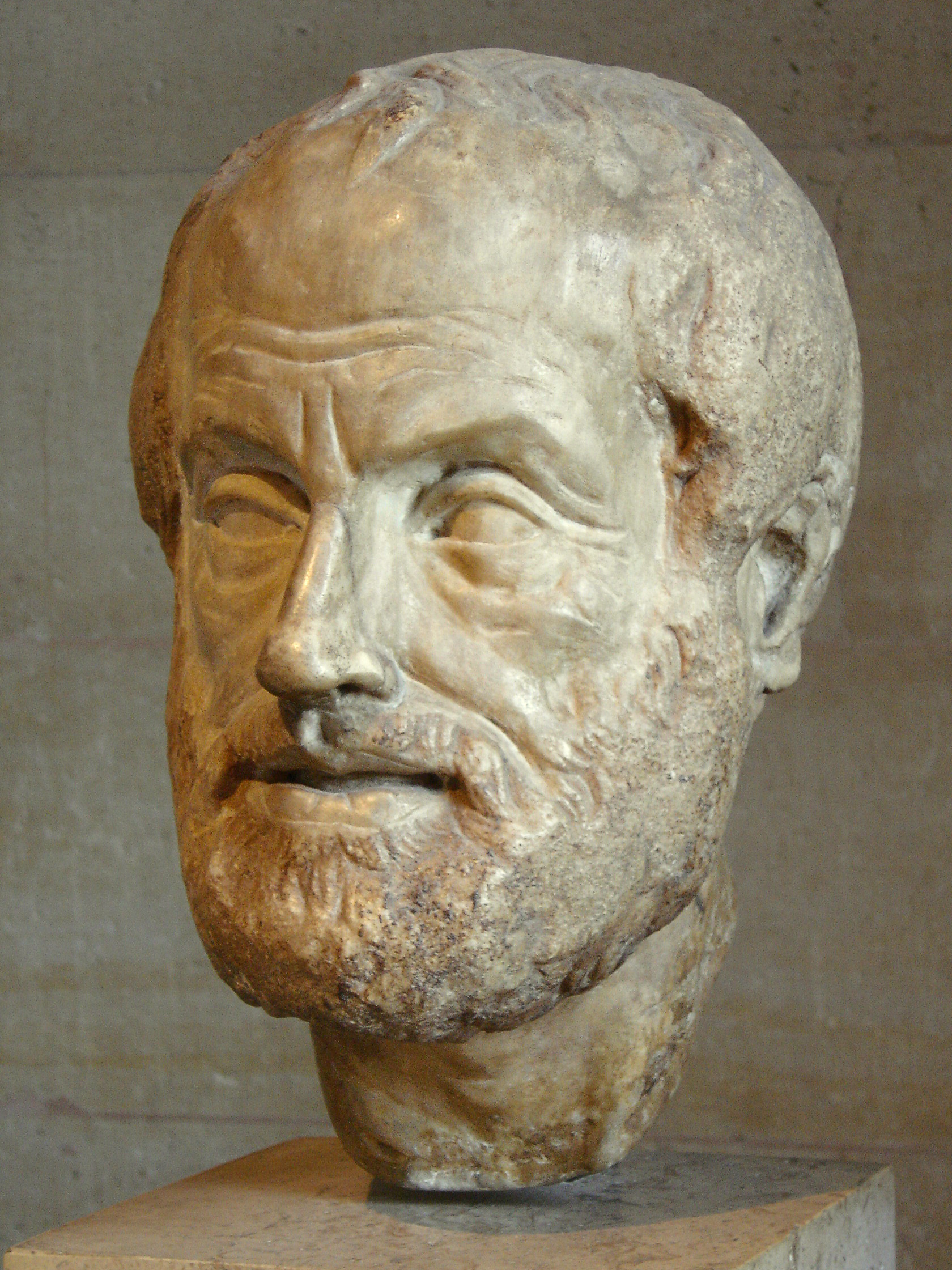
Aristote.

La pitié est un objet de préoccupation philosophie depuis plusieurs millénaires. Aristote traite déjà de la pitié dans ses traités de morale.

## Aspect religieux
La pitié est au centre du christianisme, dont le Dieu est un dieu de pitié pour le genre humain. 
Le Nouveau Testament évoque « un sentiment profond qui prend aux entrailles pour se traduire par un geste de miséricorde, un geste de salut ».

## La pitié dans les arts

### Dans la peinture

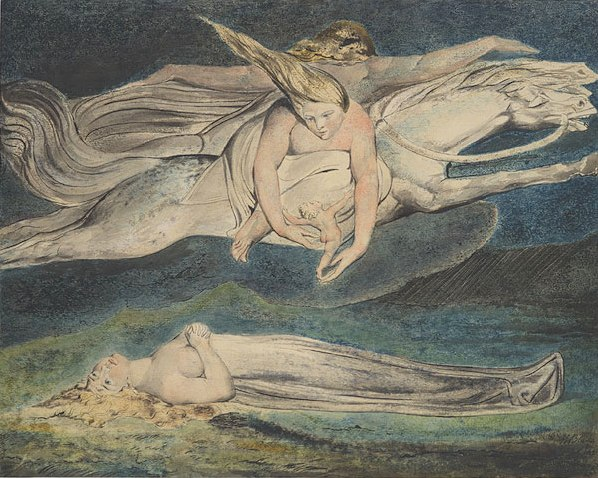
Estampe La Pitié de William Blake.

La Pitié est un thème religieux fréquemment repris dans les arts visuels, notamment : 
- La Vierge de Pitié, une toile datant probablement des années 1540-1550 par un auteur inconnu et située dans la cathédrale Saint-Jean de Besançon.
- La Pitié est un monotype de l'artiste peintre et graveur britannique William Blake achevé à la plume et à l'aquarelle datant de 1795. Cette estampe existe en trois versions finales en plus d'une préparatoire, produite sur une matrice différente des trois autres. La plus élaborée est conservée à la Tate Gallery de Londres.

### Dans la sculpture
Un Christ de pitié, dénommé également sous le vocable de « Christ aux liens » ou de « Christ assis » est une représentation artistique de Jésus, attendant son supplice,, lors d'un épisode de la Passion, s'intercalant entre les tableaux (ou « stations ») 10 et 11 du Chemin de Croix.

### Dans la littérature
Poésies

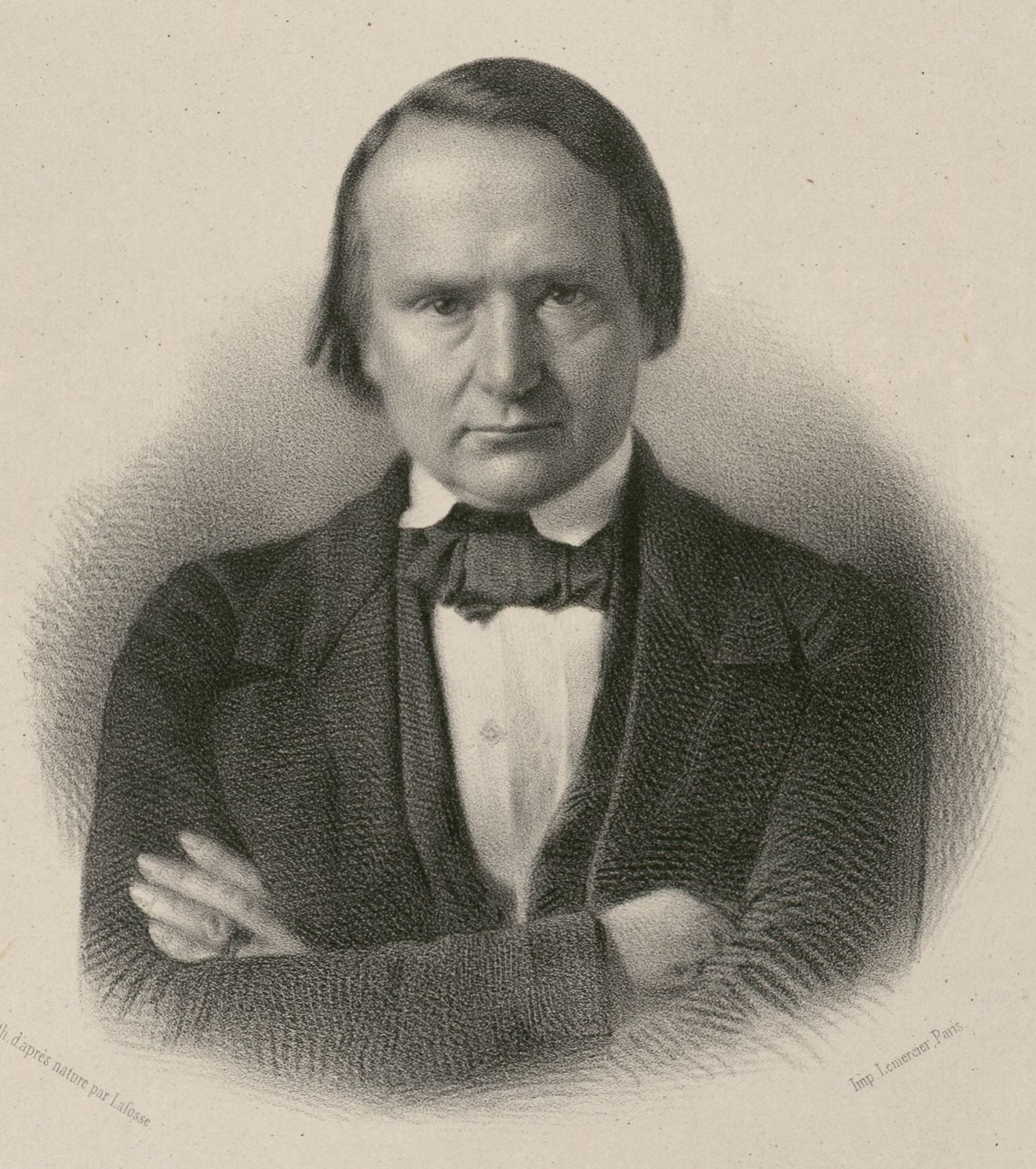
Victor Hugo.

- La Pitié suprême est un poème de Victor Hugo, publié en février 1879 et qui devait faire partie du plan initial de La Légende des Siècles.

Romans et nouvelles
- Solitude de la pitié est un recueil de nouvelles et de courts textes publié par l'écrivain français Jean Giono en 1932.
- La Pitié dangereuse  (titre original : Ungeduld des Herzens), est le seul roman achevé de l'Autrichien Stefan Zweig, paru en 1939.
- La Pitié de Dieu est un roman de l'écrivain française Jean Cau publié en 1961 et ayant obtenu le Prix Goncourt la même année.
- Pitié pour les rats est un roman policier de l'écrivain français Jean Amila, paru dans la collection Série noire, en 1964[7].
- Pitié pour le mal est un roman de Bernard Tirtiaux, édité chez Jean-Claude Lattès en 2006.

Essais
- La Grande pitié des églises de France est un essai politique de écrivain et homme politique français Maurice Barrès, édité chez Émile-Paul en 1914
- Télé, un monde sans pitié est un essai sur le monde de la télévision écrit par Rémy Pernelet, publié en 2014, aux éditions Flammarion [8].

### Au cinéma et à la télévision
Films

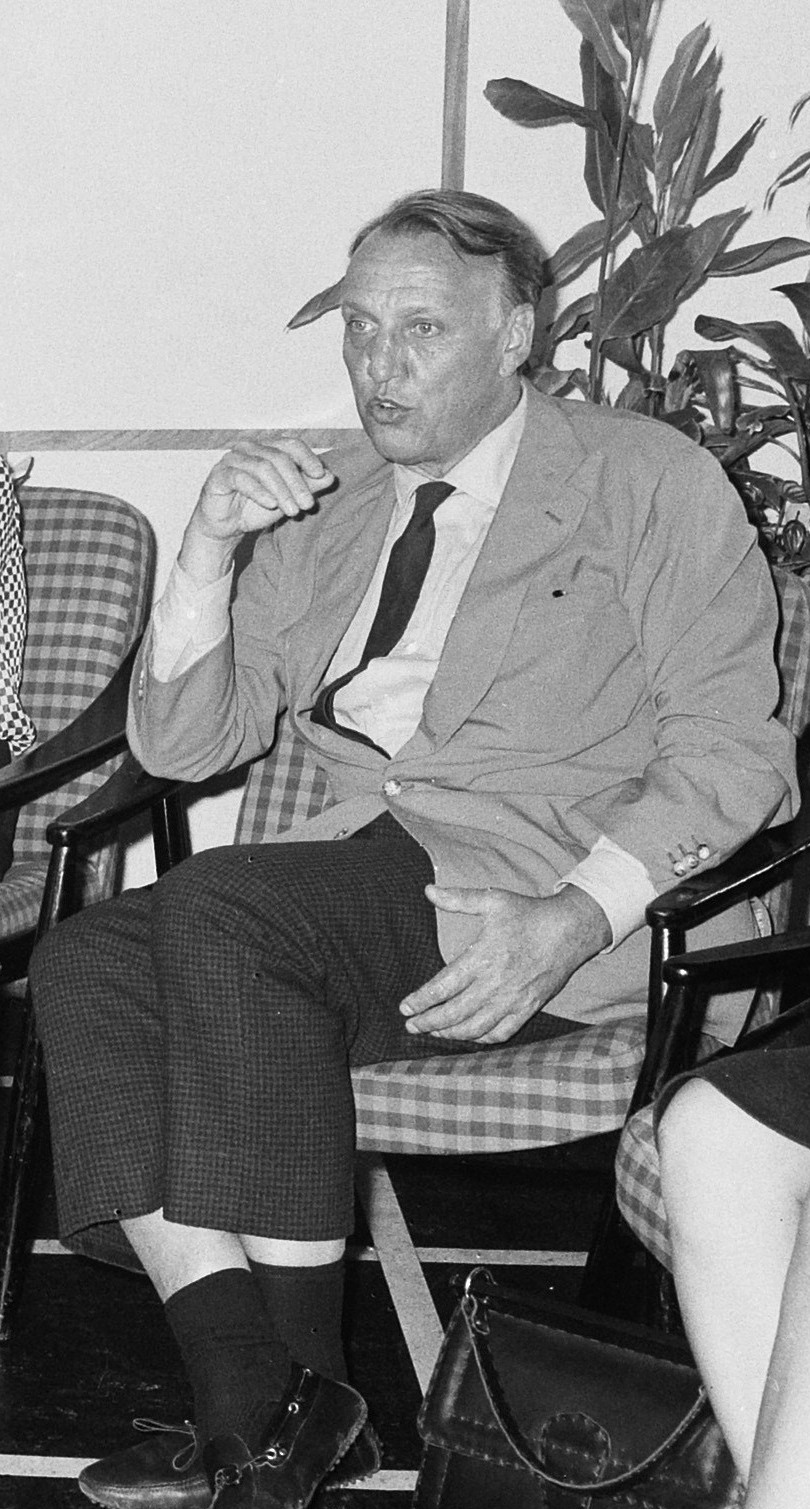
Joseph Losey.

De nombreux films sont sortis avec le mot pitié utilisé dans leurs titres, dont notamment : 
- 1948 Sans pitié (titre original : Senza pietà) est un film italien réalisé par Alberto Lattuada.
- 1951 Pas de pitié pour les femmes est un film français  réalisé par Christian Stengel.
- 1952 Cet âge est sans pitié est un film français réalisé par Marcel Blistène.
- 1957 Temps sans pitié (titre original : Time Without Pity) est un film britannique réalisé par Joseph Losey, avec Michael Redgrave. Ce film dénonce la peine de mort, particulièrement lorsqu'elle est appliquée dans le cadre d'une erreur judiciaire.
- 1961 Ville sans pitié (titre original : Town Without Pity) est un film dramatique germano-américano-helvétique de 1961, réalisé par Gottfried Reinhardt. Ce film narre le désarroi d'un officier américain qui se retrouve tiraillé entre la culpabilité de détruire la crédibilité d'une pauvre fille victime d'un viol collectif, et la nécessité de sauver la vie des quatre soldats accusés de ce crime et qui risquent la peine de mort.
- 1968 Pas de pitié pour les salopards (titre original : Al di là della legge) est un film italien réalisé par Giorgio Stegani.
- 1971 Le Chagrin et la Pitié est un film documentaire franco-germano-suisse réalisé par Marcel Ophuls tourné essentiellement au printemps 1969. Ce film destiné à l'origine, à être diffusé par la télévision présente la ville de Clermont-Ferrand pendant la Seconde Guerre mondiale. Refusé par l'audiovisuel public, le film est finalement diffusé en salles.
- 1977 Pitié pour le prof (titre original :Why Shoot the Teacher?) est un film canadien réalisé par Silvio Narizzano.
- 1986 Sans pitié  (titre original : No Mercy) est un film américain de Richard Pearce, avec Richard Gere et Kim Basinger.
- 1989 Un monde sans pitié est un film français réalisé par Éric Rochant avec Hippolyte Girardot et Mireille Perrier.
- 2017 Sans pitié (titre original : The Merciless) est un film policier sud-coréen écrit et réalisé par Byun Sung-hyun.

Téléfilms
- 1979 : La Pitié dangereuse est une adaptation du roman de Stefan Zweig réalisée par Édouard Molinaro  pour la télévision française.

### Dans la chanson
- Par amour, par pitié est une chanson de la chanteuse française Sylvie Vartan, sortie sur un EP en décembre 1966. La chanson est reprise en 2009 par Valérie Lemercier.
- Peine et pitié est une chanson de la chanteuse française Vitaa, sortie en 2017.

## Évocation de la pitié
Établissement public
L'hôpital de la Pitié est un ancien hôpital fondé à Paris vers 1612 dans le quartier Saint-Victor. En 1911, il fut déplacé sur un site jouxtant l'hôpital de la Salpêtrière, avec lequel il fusionne en 1964 pour former le Groupe hospitalier de la Pitié-Salpêtrière.
Établissement religieux
- L'église Notre-Dame-de-Pitié est un lieu de culte catholique situé sur la commune du Croisic, dans le département français de la Loire-Atlantique. Elle est classée au titre des monuments historiques le 25 octobre 1906.
- L'église Notre-Dame-de-Pitié est une église du diocèse de Nanterre située à Puteaux, datant du XVIe siècle